# Rostat bröd
Rostat bröd, eller toast, är bröd som fått en krispig yta och blivit varmt, vanligtvis i en brödrost, ugn eller grill. Även smörstekt bröd kan ibland oegentligt benämnas rostat bröd. Annars syftar rostning (liksom grillning) på upphettning av matvara utan tillsats av fett eller vatten. Oftast används vitt bröd, men även mörkare bröd kan rostas. Brödet som rostas kan vara fryst, färskt eller några dagar gammalt.

## Process
När brödet rostas sker en kemisk reaktion på brödytan, en maillardreaktion. Den ger upphov till mörkare färg på brödet, förändrade smaker och doftnyanser.
När stärkelserik mat rostas, såsom bröd, bildas akrylamid. Ju hårdare det är rostat, desto högre halter.

## Historia
Det är en vanlig metod att rosta olika livsmedel. Att rosta bröd är betydligt äldre än den elektriska brödrosten. Romarna rostade bröd för att det skulle hålla längre. Det var troligen romarna som förde vanan till Storbritannien. Det blev vanligare att rosta bröd i samband med industrialiseringen av brödtillverkning kring år 1900. I Sverige blev rostat bröd vanligt först efter andra världskriget, i mitten av 1900-talet.

### Etymologi
Ordet toast, som i svenskan ofta betyder en skiva rostat bröd, kommer från engelskans toast ('rosta'). Det finns nämnt i svensk skrift sedan 1780. Det engelska ordet går tillbaka på fornfranskans toster, med betydelsen 'rosta', från latinets tostum, som betyder rosta eller bränna.

## Användning och servering
I många länder är rostat bröd vanligt som en del av en frukost tillsammans med pålägg som smör, sylt, marmelad eller gelé. Variationer förekommer och exempel på andra pålägg är cream cheese, hårdost, skinka, honung, chokladkräm och jordnötssmör.

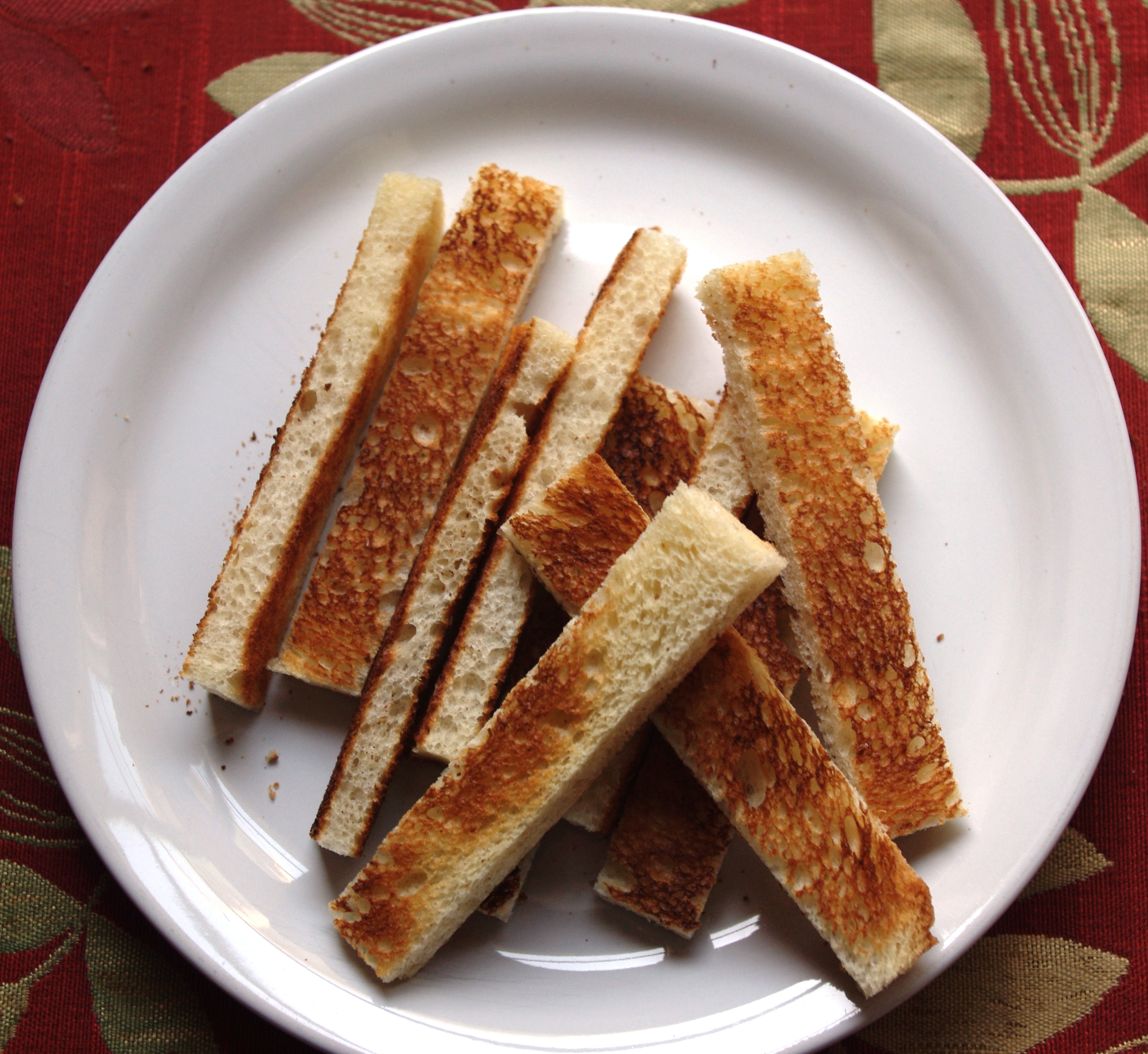
Toast soldiers.

En traditionell engelsk frukost brukar innehålla rostat bröd, stekt ägg, vita bönor i tomatsås, korv och bacon. I Storbritannien förekommer även toast soldiers (toastsoldater), vilket är rostat bröd delat i stavar. Dessa brukar dippas i löskokta ägg.
Det finns maträtter och efterrätter baserade på rostat bröd. En maträtt med rostat bröd är varma smörgåsar/varma mackor/gratinerad smörgås. Vanligtvis är det vitt formbröd som rostas eller värms tillsammans med pålägg som exempelvis smör, skinka, tomat och ost i ugn, panna på spisen eller smörgåsgrill. En vanlig variant på varma smörgåsar är croque monsieur.
Rostat bröd används även till att skapa krutonger.